# Killers Anonymous
Pour plus de détails, voir Fiche technique et Distribution.
Killers Anonymous  est un thriller américano-britannique coécrit et réalisé par Martin Owen, sorti en 2019.

## Synopsis
À Londres, où le meurtre est devenu banal, certains tueurs à gages ou en série souhaitent réfréner leurs pulsions criminelles et se retrouvent régulièrement aux Killers Anonymous, une réunion secrète où, afin de se soigner, ils peuvent parler librement de leurs envies meurtrières. Leur addiction commune aux crimes les oblige à se soutenir mutuellement pour guérir ensemble de leur véritable soif de sang. Mais lorsqu'un sénateur américain est déclaré mort lors d'un attentat, le groupe, dirigé par Joanna, va se trouver plonger au cœur d’un réseau d’obscures intrigues. Peu de temps après, une nouvelle recrue, Alice, va se joindre au groupe et les participants vont commencer à se demander si de dangereuses et puissantes personnes ne se cacheraient pas derrière leurs réunions confidentielles. Dès lors, tous les « tueurs anonymes » se suspectent mutuellement car ils pensent que l'assassin du sénateur se cache parmi eux. Mais il s'avère que ce dernier a mis en scène sa mort afin de recruter un nouveau talent, le meilleur tireur parmi eux, pour le compte de la CIA. Pourtant, Kyle leur annonce qu'il n'était pas censé être blessé par balles lors de sa propre tentative d'assassinat. Mais cette révélation, ainsi que l'arrivée d'un certain étranger qui se nomme "The Man", va pousser tous les tueurs anonymes à s'affronter à mort...

## Fiche technique
Sauf indication contraire, les informations mentionnées dans cette section peuvent être confirmées par les bases de données cinématographiques IMDb et Allociné,  présentes dans la section « Liens externes ».
- Titre original et français : Killers Anonymous
- Réalisation :  Martin Owen
- Scénario : Seth Johnson, Elizabeth Morris et Martin Owen
- Décors : Rose Konstam
- Costumes : Kate Forbes
- Photographie : Håvard Helle
- Montage : Stephen Hedley
- Musique : Roger Goula
- Production : Kirsty Bell et Matt Williams
- Sociétés de production : Goldfinch Pictures[1]
- Sociétés de distribution : Grindstone Entertainment
- Pays d'origine :  Royaume-Uni /  États-Unis
- Langue originale : anglais
- Genre : thriller
- Durée : 95 minutes
- Date de sortie : 
  -  États-Unis : 28 juin 2019
  -  Royaume-Uni :  26 août 2019
  -  France : 11 mars 2020 (DVD)

## Distribution
Sauf indication contraire, les informations mentionnées dans cette section peuvent être confirmées par les bases de données cinématographiques IMDb et Allociné,  présentes dans la section « Liens externes ».
- Tommy Flanagan : Markus
- Rhyon Nicole Brown : Alice
- Jessica Alba (VF : Barbara Delsol) : Jade
- Gary Oldman : The Man
- MyAnna Buring : Joanna
- Michael Socha : Leandro
- Tim McInnerny : Calvin
- Sam Hazeldine : sénateur John Kyle
- Elizabeth Morris : Krystal
- Elliot James Langridge : Ben
- Suki Waterhouse : Violet
- Isabelle Allen : Morgan
- Sadie Frost : Lucy